# Chotem ha-Karmel
Chotem ha-Karmel (hebrejsky: חטם הכרמל, doslova Nos Karmelu) je návrší v severním Izraeli.
Leží na nejzazším jihozápadním výběžku pohoří Karmel, nedaleko od pahorkatiny Ramat Menaše, cca 30 kilometrů jihojihozápadně od centra Haify, poblíž jižního okraje města Zichron Ja'akov. Nachází se na jižním konci výšiny Ramat ha-Nadiv. Dál k jihu terén prudce spadá do vádí Nachal Taninim s údolím Bik'at ha-Nadiv, kam odtud směřuje krátké vádí Nachal Chotem. Na západní straně začíná rovinatá Izraelská pobřežní planina, do které z tohoto návrší stéká vádí Nachal Timsach. Terén zde prudce spadá a vytváří skalní stupeň Cukej Chotem. Tyto svahy jsou začleněny do přírodní rezervace Šmuret Chotem ha-Karmel.
Místo obsahuje četné archeologické nálezy. Východně odtud leží například lokalita Šuni (שוני). Oblast je turisticky využívaná. Prochází tudy Izraelská stezka.